# Regierung Mongenast
Die Regierung Mongenast war vom 12. Oktober bis 6. November 1915 die Regierung im Großherzogtum Luxemburg, die vom provisorischen Präsidenten der Regierung Mathias Mongenast gebildet wurde. 
Durch den Tod von Langzeitpremierminister Paul Eyschen stürzte das Land in eine Staatskrise. Die starken Konfliktlinien in der luxemburgischen Politik und Gesellschaft waren in der langen Regierungszeit Eyschens verborgen geblieben und brachen nun offen aus. Seit der Jahrhundertwende waren die politischen Auseinandersetzungen im Großherzogtum härter geworden. 1908 hatten sich Liberale und Sozialisten zum Linksblock zusammengeschlossen, um gegen die vorherrschende katholisch-konservative Politik vorzugehen. Zusammengehalten wurde das Bündnis vor allem durch die antiklerikale Ausrichtung beider Parteien, mit dem Hauptziel den Einfluss der Kirche in Staat und Gesellschaft zurückzudrängen. Ansonsten verband die Partner wenig, da die Liberalen Vertreter der Arbeitgeberinteressen waren und die Sozialisten gegensätzlich die Interessen der Arbeiterschaft verteidigten. Die solide Mehrheit des Linksblocks in der Kammer war durch den Ersten Weltkrieg und die damit einhergehenden sozialen Verwerfungen (sich verschlechternde Versorgungslage, Preissteigerungen) in dem von Deutschland besetzten Land großen Spannungen ausgesetzt. Es kam aber auch zu Veränderungen in der katholisch-konservativen Rechtspartei, in denen Vertreter eines christlich-sozialen Kurses, wie Pierre Dupong und Émile Reuter, einen größeren Einfluss erhielten. Großherzogin Maria-Adelheid nahm in dem sich zwischen den rechten und linken Parteien zuspitzenden Konflikt keine moderierende Rolle ein, sondern ergriff immer stärker für die konservative Seite Partei. So zögerte sie 1912 die Unterschrift unter das gegen scharfen Widerstand der Konservativen beschlossene Schulgesetz sechs Wochen lang hinaus und verzögerte 1915 die Ernennung antiklerikaler Bürgermeister in Differdingen und Hollerich. 
Mathias Mongenast, der als langjähriger Generaldirektor der Finanzen nach Eyschens Tod eine neue Regierung bilden sollte, trat schon nach kurzer Zeit zurück, als es über die Besetzung des vakanten Postens des Direktors für die Normalschule zum Konflikt mit der Krone kam. 
Der Regierung Mongenast gehörten folgende Kabinettsmitglieder an:

## Regierung Mongenast (12. Oktober bis 6. November 1915)
| Amt                                             | Name              | Beginn der Amtszeit | Ende der Amtszeit | Partei | Partei    |
| ----------------------------------------------- | ----------------- | ------------------- | ----------------- | ------ | --------- |
| Staatsminister, Präsident der Regierung (prov.) | Mathias Mongenast | 12. Oktober 1915    | 6. November 1915  |        | parteilos |
| Auswärtige Angelegenheiten (prov.) und Finanzen | Mathias Mongenast | 12. Oktober 1915    | 6. November 1915  |        | parteilos |
| Inneres                                         | Ernest Leclère    | 12. Oktober 1915    | 6. November 1915  |        | SP        |
| Justiz und öffentliche Arbeiten                 | Victor Thorn      | 12. Oktober 1915    | 6. November 1915  |        | LL        |